# Daniel Defoe
Daniel Defoe (właściwie Daniel Foe, ur. 13 września 1660, zm. 24 kwietnia 1731) – pisarz angielski, prekursor powieści przygodowej. Uważany jest za prekursora anglojęzycznej powieści, był również autorem broszur polemicznych i dziennikarzem.

## Życiorys
Najprawdopodobniej urodził się na ulicy Fore w Londynie. Jego ojciec, James Foe, zajmował się wytwarzaniem świec łojowych, później zostając rzeźnikiem. Był on prawdopodobnie pochodzenia flamandzkiego. Jego matka, Alice Foe, zmarła kiedy miał on 10 lat. Podczas swych wczesnych lat życia, Daniel przeżył wiele nietypowych wydarzeń historycznych. Jednym z nich była Wielka zaraza Londyńska, którą opisał w późniejszym dziele "A Journal of the Plague Year". Zaledwie rok po Wielkiej zarazie miał miejsce wielki pożar Londynu, a w roku kolejnym - rajd Holendrów na Medway i stocznie w Chathem. 
Uczęszczał do szkoły podstawowej w Dorking, Surrey, prowadzonej przez pastora Jamesa Fishera. Jako że jego rodzice byli dysydentami protestanckimi, co odbierało mu opcję uczęszczania do szkół takich jak Oxford lub Cambridge, został wysłany do akademii dysydentów w Newington Green, prowadzonej przez Charles'a Mortona. Twórczość Mortona, tak samo jak teksty Biblii, prawdopodobnie pomogły Danielowi wykształcić swój własny styl literacki.
Daniel postanowił dodać do swojego nazwiska arystokratycznie brzmiące „De” i stosował je w takim brzmieniu jako pseudonim literacki.
Mimo predyspozycji do działań religijnych, Defoe postanowił zostać kupcem. Interesował się handlem większość swojego życia, jednak często blisko mu było do bankructwa, którego doświadczył w 1692.
Pierwszego stycznia 1684 ożenił się z Mary Tuffley, córką Londyńskiego kupca, która przyniosła ze sobą posag £3,700, niesamowicie wielki na tamte czasy. Małżeństwo trwało 47 lat.
Jego działalność polityczna zakończyła się aresztowaniem i przykuciem do pręgierza 31 lipca 1703. Główną przyczyną zatrzymania pisarza była broszura The Shortest Way with Dissenters (Najlepszy sposób na odszczepieńców), w której bezwzględnie wyszydził on wysokich urzędników kościelnych ze skrzydła torysów. Wydanie wiersza Hymn to the Pillory („Hymn do pręgierza”), skłoniło jednakże lud do rzucania kwiatów w przykutego Defoe, zamiast zwyczajowych kamieni, nieczystości i innych przedmiotów, oraz do wznoszenia za niego toastów.
Po trzech dniach pręgierza trafił do więzienia Newgate. Robert Harley, 1. hrabia Oxford i Mortimer, uiścił kaucję za jego wypuszczenie w zamian za współpracę w charakterze agenta wywiadu. Defoe miał w założonym w 1704 czasopiśmie „A Review of the Affairs of France” propagować politykę Harleya jako ministra. Pismo działało bez przerwy do 1713. Gdy Harley stracił władzę w 1708, Defoe nadal pisał, wspierając jego następcę Godolphina, a następnie ponownie Harleya i torysów w latach 1710 do 1713. Po śmierci królowej Anny i związanym z tym upadkiem władzy torysów, Defoe kontynuował pracę wywiadowczą dla rządu wigów.
Zmarł w wieku 70 lat, pochowany został w Bunhill Fields w Londynie.

## Twórczość
Jego słynna powieść, Przypadki Robinsona Kruzoe (1719), opowiada o rozbiciu statku na bezludnej wyspie i późniejszych przygodach rozbitka. Autor mógł oprzeć swe opowiadanie na prawdziwej historii Alexandra Selkirka.
Następną powieścią był Kapitan Singleton (1720), historia o zadziwiającej potędze miłości dwóch mężczyzn. Hans Turley, profesor literatury angielskiej z Uniwersytetu Connecticut, przedstawił w swej książce z 2001 (Rum, Sodomy and the Lash: Piracy, Sexuality, and Masculine Identity) m.in. wizję związku kwakra Williama z kapitanem Singletonem, które to uczucie odciąga tego ostatniego od morderczego życia pirata i obydwaj uroczyście ślubują sobie wspólne życie jako para, w Londynie, przebrani za Greków, nie mówiąc publicznie po angielsku, a Singleton dla zachowania pozorów poślubia siostrę Williama.

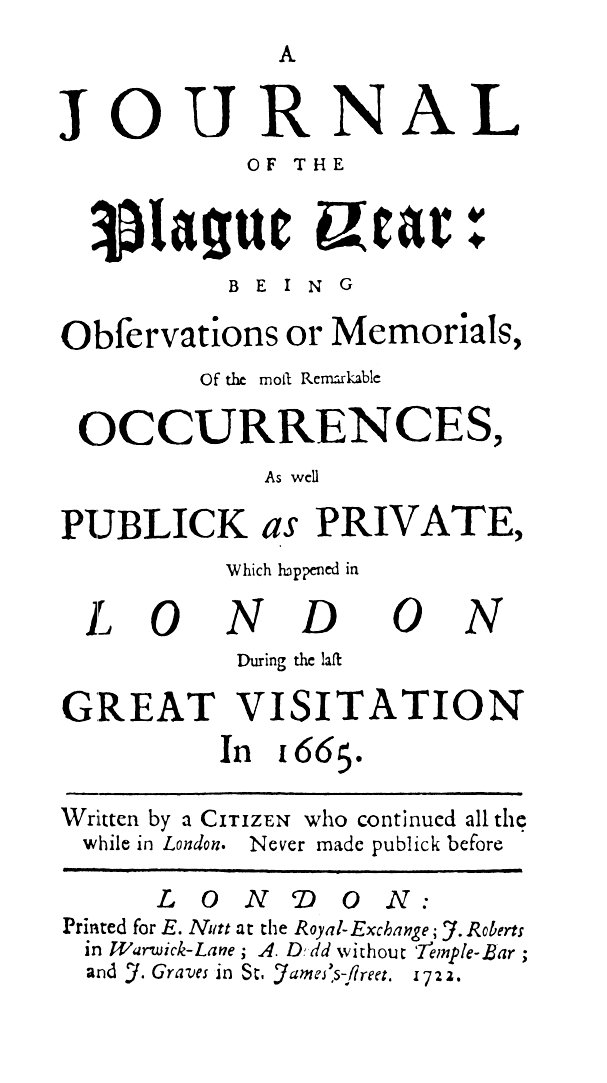
A Journal of the Plague Year (Dziennik roku zarazy)

W 1722 ukazał się A Journal of the Plague Year (Dziennik roku zarazy, tłumaczenie Jadwiga Dmochowska; książka ta funkcjonuje też pod tytułem Dziennik roku dżumy). Opowiada on o wielkiej zarazie dżumy jaka nawiedziła Londyn w 1665. Sucha, beznamiętna narracja skontrastowana jest z bezmiarem tragedii rozgrywającej się codziennie na oczach piszącego. Zabieg ten, jak pisał Gustaw Herling-Grudziński, pozwolił na upodmiotowienie umierania rzesz ludzkich. Była inspiracją dla powstania Innego świata. Na Dziennik roku zarazy jako źródło inspiracji powołuje się Albert Camus w Dżumie oraz H.G. Wells, pisząc Wojnę światów.
Napisał też Moll Flanders (1722), powieść łotrzykowską w postaci narracji w pierwszej osobie, opisującą upadek i ostateczne odkupienie win samotnej kobiety w XVIII-wiecznej Wielkiej Brytanii. Na początku objawia się ona jako prostytutka, bigamistka i złodziejka, dopuszcza się zdrady małżeńskiej i kazirodztwa, jednak mimo to zyskuje sympatię czytelnika. Zarówno ta powieść, jak i Roxana, the Fortunate Mistress (1724), są przykładem pomysłowości autora w kreowaniu „z życia wziętych” bohaterów.
W 1724 ukazała się też książka o piratach (A General History of the Robberies and Murders of the Most Notorious Pyrates) autorstwa niejakiego kapitana Charlesa Johnsona. Zachodzi podejrzenie, że był to pseudonim Defoe.